# Robert Surcouf
Robert Surcouf (Saint-Malo, diciembre de 1773 - Saint-Servan 8 de julio de 1827). Fue un corsario francés al servicio de Napoleón I.

## Historial
Fue famoso por enfrentarse al bloqueo continental británico en el océano Índico, desde las islas de Mauricio y Reunión. Capturó un total de 47 naves, destacando la toma al abordaje de la fragata británica Kent con su buque el Confiance, el cual era inferior en tamaño y número de cañones. Posteriormente, amasó una gran fortuna como naviero, gracias al corsarismo, actividades comerciales, y como terrateniente. En 1815 se le nombró coronel de la Guardia Nacional. 
Era reconocido por su galantería y caballerosidad, por lo que fue apodado el rey de los corsarios [Roi des Corsaires]. Sus éxitos en el área marítima, en la cual Francia no cosechó más que fracasos frente la Armada británica, le convirtieron en un héroe muy popular. Después de sus actividades como corsario, Robert Surcouf hizo comercio marítimo que le permitió aumentar su fortuna. realizó ciento veinte viajes comerciales, dos de los cuales fueron de trata de esclavos.

## Carrera
Surcouf comenzó su carrera como marinero y oficial en el Aurore, Courrier d'Afrique y en el Navigateur. Tras ascender a capitán, y a pesar de la prohibición del comercio de esclavos por la Convención Nacional en 1793, se dedicó él mismo al negocio como capitán del Créole. A continuación, capitaneó el mercante Émilie, en el que se vio involucrado en la guerra comercial a pesar de carecer de patente de corso. Asedió a la navegación británica, capturando el barco Tritón de la EIC, antes de regresar a Isla de Francia en el Océano Índico, donde sus botines fueron confiscados. Luego regresó a Francia, donde obtuvo dinero de premio del gobierno.
De vuelta al Índico, Surcouf capitaneó los barcos corsarios Clarisse y Confiance, asaltando mercantes británicos, estadounidenses y portugueses. El 7 de octubre de 1800 capturó el buque Kent de la EIC. De regreso a Francia, fue condecorado con la Legión de Honor y se estableció como naviero.
Volvió brevemente al Océano Índico en 1807 a bordo del Revenant, construido a medida, antes de regresar a Francia. Allí armó corsarios y mercantes. Sus corsarios protagonizaron exitosas campañas contra el comercio británico en el Índico y otras desastrosas en el Canal de la Mancha, excepto con el Renard. Este cúter alcanzó la fama en su costosísima victoria sobre el HMS Alphea el 9 de septiembre de 1812, que explotó tras repeler los intentos de abordaje franceses. Hubo muchas bajas. Tras la restauración borbónica, organizó expediciones de pesca a Terranova y amasó una considerable fortuna. Murió en 1827 y está enterrado en un cementerio de Saint-Malo.

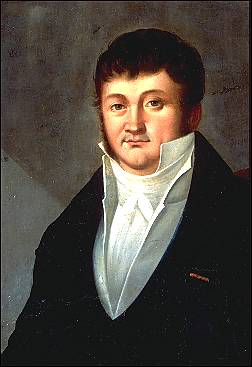
Retrato de Robert Surcouf